# Дуценс, Янис
Я́нис Ду́ценс (латыш. Jānis Ducens; 17 января 1888, Яунпиебалгская волость, Венденский уезд, Лифляндская губерния, Российская империя — 4 октября 1925, Рига, Латвия) — латвийский политический и государственный деятель, министр обороны Латвии (1923—1924), юрист, прокурор, депутат I Сейма Латвии (1922—1923).

## Биография
Из крестьян. Окончил Рижскую Александровскую гимназию. Работал учителем в церковно-приходской школе родного прихода, затем отправился в Москву, где учился на юридическом факультете Московского университета, который окончил в 1915 году. После поступил на службу интендантом в Санкт-Петербурге, в 1916 году поступил в Николаевскую инженерно-офицерскую академию в Петрограде. В 1917 году после революции оставил армию и вернулся в Латвию, занялся сельским хозяйством, вступил в Крестьянский союз Латвии. В 1918 году — руководитель центрального отделения Латвийского крестьянского союза в Риге, также член Народного совета .
Участник провозглашения независимости Латвии в ноябре 1918 года. После вторжения большевиков в Латвию в 1918 году вместе с Временным правительством Латвии отступил в Лиепаю и присоединился к вооружённому отряду Оскара Калпакса.
С января 1919 года служил в инженерно-сапёрной роте. В июля 1919 года был назначен прокурором вновь созданного Военного суда.
Участник обороны Риги. В конце декабря 1919 года стал главным военным прокурором.
В феврале 1922 года ушёл в отставку с военной службы и в том же году был назначен на должность судьи Рижского окружного суда. С ноября 1922 по январь 1923 года — депутат I Сейма Латвии, с января 1923 по январь 1924 года — министр обороны Латвии.
Похоронен на Лесном кладбище в Риге.